# Katharina Naschenweng
Katharina Elisa Naschenweng (* 16. Dezember 1997 in Spittal an der Drau) ist eine österreichische Fußballspielerin. Seit Juli 2023 ist sie Vertragsspielerin des FC Bayern München.

## Karriere

### Vereine
Naschenweng begann im Jahr 2004 beim SV Rothenthurn mit dem Fußballspielen, bevor sie im Jahr 2012 in deren Erste Mannschaft aufrückte. Von April bis Juni 2013 gehörte sie kurzfristig dem SV Spittal/Drau in der drittklassigen Landesliga Süd an, einen weiteren Monat erneut dem SV Rothenthurn. Im Jahr 2013 schloss sie sich dem in der Gemeinde Glanegg neu gegründeten und eigenständigen Verein Carinthians Soccer Women (auch unter dem Spitznamen Carinthians Hornets geläufig) an, der die Spielerinnen des FC St. Veit/Glan überführt hatte. Für den Verein bestritt sie 18 Bundesligaspiele, in denen sie zwei Tore erzielte. Mit dem Abstieg ihrer Mannschaft als Letztplatzierter von zehn Mannschaften, bestritt sie in der Saison 2014/15 sechs Punktspiele in der 2. Liga Ost/Süd. Zuvor mit guten Leistungen in der Bundesliga aufgefallen, wurde sie zur Saison 2015/16 vom Bundesligisten SK Sturm Graz vertraglich gebunden.  In ihrer Premierensaison für den neuen Verein kam sie in allen 18 Punktspielen zum Einsatz und erzielte dabei fünf Tore. In der Folgesaison nur einmal und 2017/18 neunmal, in denen ihr drei Tore gelangen.
Zur Saison 2018/19 wurde sie von der TSG 1899 Hoffenheim für deren zweite Mannschaft verpflichtet, für die sie in der 2. Bundesliga am 19. August 2018 (1. Spieltag) beim 1:0-Sieg im Heimspiel gegen den FSV Hessen Wetzlar debütierte. Ein im August während eines Trainings erlittener Kreuzbandriss zwang sie bis Anfang Oktober 2019 dem Fußballspiel fernzubleiben. Vom 13. Oktober bis zum 3. November 2019 folgten zunächst drei weitere Zweitligaspiele, ehe sie am 22. November 2019 (10. Spieltag) im Bundesligaspiel der Ersten Mannschaft beim 2:2-Unentschieden im Auswärtsspiel gegen den 1. FFC Frankfurt – in der 87. Minute für Isabella Hartig eingewechselt – in dieser Spielklasse zu ihrem Debüt kam. Bis zum Saisonende 2019/20 folgten sieben weitere Bundesligaspiele, in denen sie zwei Tore erzielte. In den beiden Folgesaison bestritt sie jeweils 21 Bundesligaspiele, in denen ihr insgesamt vier Tore gelangen.
Am 17. Januar 2023 wurde sie vom  FC Bayern München für die Saison 2023/24 verpflichtet und erhielt einen bis zum 30. Juni 2026 datierten Vertrag. Bei ihrem Bundesligadebüt am 15. September 2023 (1. Spieltag) beim 2:2-Unentschieden im Auswärtsspiel gegen den SC Freiburg erzielte sie die 2:1-Führung in der 90. Minute. Im Juni 2024 wurde bekannt, dass sie sich einer Kreuzbandoperation unterziehen muss.

### Nationalmannschaft
Katharina Naschenweng debütierte für die A-Nationalmannschaft am 6. Juni 2016 in Horn beim 4:0-Sieg über die Nationalmannschaft Israels im vorletzten Spiel der EM-Qualifikationsgruppe 8 mit Einwechslung für Sarah Puntigam in der 75. Minute. Im März 2020 gehörte Naschenweng erstmals nach ihrer langen Verletzungspause wieder zum 23-köpfigen Aufgebot der A-Nationalmannschaft.

## Erfolge
- Deutscher Meister 2024, 2025
- DFB-Pokal-Sieger 2025 (ohne Einsatz)
- DFB-Supercup-Sieger 2024 (ohne Einsatz)